# Apteryx rowi
El rowi o kiwi de okarito (Apteryx rowi), también conocido como kiwi pardo de Okarito, es una especie de ave estrutioniforme de la familia Apterygidae descrita recientemente en el año 2003. Es ligeramente más pequeño, con un tinte grisáceo en el plumaje y a veces las plumas faciales blancas. Las hembras ponen tres huevos en una estación, cada uno en un nido diferente. El macho y la hembra incuban.
La especie es parte del complejo del kiwi castaño, o kiwi marrón (Apteryx mantelli) y es morfológicamente muy similar a otros miembros de ese complejo.
Se encuentra en un área restringida del bosque de Okarito en la Costa oriental de la Isla Sur de Nueva Zelanda, y tiene una población de aproximadamente sólo 250 pájaros.
En el mapa de distribución geográfica adjunto se marca con color negro.